# Norberto Huezo
José Norberto Huezo Montoya (ur. 6 czerwca 1956 w San Salvador, zm. 5 marca 2025) – salwadorski piłkarz grający na pozycji pomocnika.

## Kariera klubowa
Norberto Huezo swoją karierę rozpoczął w 1975 roku w klubie ANTEL. W 1976 przeszedł do Atlético Marte San Salvador. W 1977 roku przeszedł do meksykańskiego CF Monterrey. W latach 1978–1981 ponownie grał w Atlético Marte San Salvador. Z Atletico Marte zdobył Mistrzostwo Salwadoru w 1981 oraz był finalistą Pucharu Mistrzów CONCACAF w 1981 roku. Dobra zaowocowała transferem do Hiszpanii. W 1982  grał w trzecioligowej Palencia CF, z którą awansował do Segunda División. W latach 1982–1983 grał w drugoligowej Cartagena FC, po których powrócił do Atlético Marte San Salvador. W latach 1986–1987 grał w kostarykańskim CS Herediano, z którym zdobył Mistrzostwo Kostaryki 1987. W latach 1988–1990 grał w gwatemalskim CD Jalapa. W latach 1991–1992 grał w klubie Deportivo Escuintla, po czym przeszedł do FAS Santa Ana, w którym zakończył piłkarską karierę w 1993.

## Kariera reprezentacyjna
Norberto Huezo występował w reprezentacji Salwadoru w latach 1976–1989. W 1976 i 1977 uczestniczył w eliminacjach do mistrzostw świata 1978. W 1980 i 1981 uczestniczył w zakończonych sukcesem eliminacjach do mistrzostw świata 1982. Na mundialu w Hiszpanii wystąpił we wszystkich trzech spotkaniach z Węgrami, Belgią oraz Argentyną. W 1984 i 1985 uczestniczył eliminacjach do mistrzostw świata 1986.

## Kariera trenerska
Norberto Huezo po zakończeniu kariery piłkarskiej został trenerem. W latach 2006–2008 prowadził reprezentację Salwadoru U-17, a od 2008 do 2029 prowadził reprezentację Salwadoru U-20.

## Późniejsze życie
W lutym 2025 został przyjęty do szpitala. 19 lutego pojawiły się informacje o jego śmierci, które zostały następnie zdementowane. Zmarł 5 marca 2025.